# زبان چاکتاوی
زبان چاکتاوی (به انگلیسی: Choctaw language) زبان سنتی سرخپوستان چاکتاو است که در جنوب خاوری ایالات متحده آمریکا می‌زیند. این زبان به خانوادهٔ زبان‌های ماسکوگی وابسته‌است. از اوایل سدهٔ نوزدهم میلادی کوشش‌های برای نگارش این زبان با الفبای انگلیسی صورت گرفته‌است.